# عبدالله الحافظ
عبدالله الحافظ (عربی: عبدالله فريد الحافظ؛ زادهٔ ۲۵ دسامبر ۱۹۹۲) یک بازیکن فوتبال اهل عربستان سعودی است.
از باشگاه‌هایی که در آن بازی کرده‌است می‌توان به هجر عربستان، الاتفاق عربستان، پاسوس ده فریرا، و الهلال عربستان اشاره کرد.
وی همچنین در تیم‌های ملی فوتبال زیر 20 سال عربستان زیر 23 سال عربستان عربستان سعودی بازی کرده است.